# Ritirata da Gettysburg
La ritirata da Gettysburg dell'Armata Confederata della Virginia Settentrionale del Robert E. Lee iniziò il 4 luglio 1863 a seguito della disfatta subita nella battaglia di Gettysburg.
Lee, inseguito dall'Armata del Potomac del maggiore generale nordista George G. Meade, condusse le sue truppe attraverso il Maryland e riuscì ad attraversare il fiume Potomac fino ad arrivare in Virginia.
Migliaia di soldati sudisti feriti vennero trasportati in treno attraverso le South Mountain mentre il resto degli uomini di Lee attraversarono – in condizioni climatiche avverse e subendo continui attacchi nemici – Fairfield ed il Monterey Pass fino ad arrivare a Hagerstown (Maryland). Lì scoprirono che le acque in piena del Potomac avevano distrutto i ponti rendendo ancor più complicate le operazioni di attraversamento.
Lee ordinò dunque la costruzione di un nuovo ponte e di una serie di strutture difensive in attesa dell'arrivo delle forze nordiste di Meade. Quando Meade arrivò i sudisti erano già riusciti a terminare la costruzione del ponte e a ritirarsi verso la Virginia.